# 松本芳明
松本 芳明（まつもと よしあき、1947年2月10日 - 2018年9月13日）は、日本の元プロボクサー。東京都中央区出身。第18代日本フライ級チャンピオン。現役時代は「エバラジム」に所属したのちに、同ジムが合併されることにより、「金子ボクシングジム」に移籍した。
ファイタータイプのボクサーであり、軽快なフットワークと得意の右ストレートで花形進（横浜協栄）や大場政夫（帝拳）といった世界タイトル獲得者との対戦が多く、ハードなマッチメイクがなされた。

## 来歴
1964年3月26日、プロデビューは4R判定負け。
1967年6月18日、花形進（横浜協栄）と対戦。8R判定勝ち。
1968年2月26日、後楽園ホールにて日本フライ級王座に挑戦。王者、スピーディ早瀬（中村）に判定勝利し、王座獲得。
1968年6月3日、後楽園ホールにて前チャンピオンのスピーディ早瀬との防衛戦を行い、判定負けとなり、王座を失う。
1969年5月5日、後楽園ホールにて大場政夫と対戦。ダウンを奪うものの、10R判定負け。
1972年3月5日、田畑康行（SB中村）と対戦し、8R判定負けし、現役引退。
引退後は新小岩にて『とんかつ「まつもと」』を経営。
晩年はALSを発症し、2018年に死去した。

## 獲得タイトル
- 日本フライ級王座